# Рейналду Конрад
Рейналду Конрад (порт. Reinaldo Conrad, 31 травня 1942) — бразильський яхтсмен.
Бронзовий призер Олімпійських Ігор 1968 (Летючий голандець), 1976 (Летючий голандець) років.
Переможець Панамериканських ігор 1975 року в класі Летючий голандець, срібний призер 1967 року в класі Летючий голандець.